# Luis R. Lagos
Luis R. Lagos (Cosamaloapan, Veracruz, 27 de abril de 1884 - Ciudad de México, 11 de octubre de 1954) fue un jurista mexicano.
Rector de la Escuela Libre de Derecho de 1934 a 1936. Nació el 27 de abril de 1884 en Cosamaloapan, Veracruz. Aunque de primera instancia había decidido estudiar la carrera de Ingeniería Civil, cambió de ruta y se convirtió en abogado por la Universidad Nacional Autónoma de México, sustentando examen profesional el 25 de mayo de 1912. En la UNAM le otorgaron premios al mérito académico firmados por el presidente de la República, que en la época era el General Don Porfirio Díaz Mori.
Fue maestro de Derecho en su alma mater y, posteriormente, profesor del Curso Teórico de Procedimientos Civiles en la Escuela Libre de Derecho por invitación de sus amigos los señores licenciados Don Pedro Lascuráin, Don Toribio Esquivel Obregón , Don Salvador I. Reynoso y Don Miguel S. Macedo.
Don Luis fue ponente en la conferencia que se pronunció en la Escuela Libre de Derecho en noviembre de 1916 destacando con el tema La Organización Social de la Nueva España y su Influencia en el Desarrollo Económico. 
Fue activo participante en la colegiación de México, fue miembro fundador de la Barra Mexicana de Abogados, de la que llegó a ser Presidente, y llegó a ser Vicepresidente de la International Bar Association. En la esfera de la práctica profesional, don Luis fue Jefe del Departamento Legal de la Compañía Mexiana de Petróleos El Águila y la Compañía de Luz y Fuerza Motriz, S.A.
Dispuso que tras su muerte, ocurrida el 11 de octubre de 1954, su biblioteca personal fuera donada a la Escuela Libre de Derecho, orden cumplida por su familia en el año de 1976.